# 472
| [ Edytuj tabelę ]          |                                         |
| Cesarz Bizancjum           | - 457 Leon I 474                        |
| Król Franków               | - 457 Childeryk I 481                   |
| Król Kentu                 | - 455 Hengest 488                       |
| Patriarcha Konstantynopola | - 471 Akacjusz 488                      |
| Władca Korei               | - 413 Changsu 491                       |
| Król Munsteru              | - 453 Óengus 489                        |
| Król Ostrogotów            | - 471 Teodoryk Wielki 526               |
| Papież                     | - 468 Symplicjusz 483                   |
| Król Persji                | - 459 Peroz I 484                       |
| Cesarz Rzymu               | - 467 Antemiusz 472 - 472 Olibriusz 472 |
| Król Wandalów              | - 428 Genzeryk 477                      |
| Król Wizygotów             | - 466 Euryk 484                         |

Rok 472 / CDLXXII
stulecia: IV wiek ~
V wiek ~
VI wiek

lata: 462 «
467 «
468 «
469 «
470 «
471 «
472
» 473
» 474
» 475
» 476
» 477
» 482

## Wydarzenia
- Zdobycie Rzymu przez Rycymera.
- Erupcja Wezuwiusza.
- Święty Monitor został biskupem Orleanu.

## Zmarli
- 11 lipca – Antemiusz, cesarz zachodniorzymski.
- 18/19 sierpnia – Rycymer, zachodniorzymski dowódca.
- 2 listopada – Olibriusz, cesarz zachodniorzymski.